# Droga A240 (Rosja)
Droga A240, dawniej droga magistralna M13 (ros. Автомобильная дорога А240 (бывшая М13)) – droga federalna na terenie Rosji. Biegnie od Briańska w kierunku zachodnim, kończąc się na granicy rosyjsko-białoruskiej. W okresie istnienia ZSRR biegła przez terytorium Białoruskiej SRR, w tym przez takie miasta jak Homel i Kobryń, krzyżując się z magistralą M1.

## Przebieg trasy
| Obecny przebieg            |
| -------------------------- |
| 0 km – Briańsk (M3, A114)  |
| 8 km – Suponiewo           |
| 29 km – Wygonicze          |
| 78 km – Poczep             |
| 110 km – Nowyje Iwajtionki |
| 131 km – Uniecza           |
| 165 km – Klińce            |
| 134 km – Nowozybkow        |
| 153 km – Złynka            |

## Dawny przebieg
| Przebieg do 1991 r.          |
| ---------------------------- |
| Obwód homelski               |
| 205 km – Dobrusz             |
| 227 km – Homel (M20, P250)   |
| 269 km – Rzeczyca            |
| 286 km – Karawaciczy         |
| 301 km – Wasilewicze         |
| 349 km – Kalinkowicze (P252) |
| 405 km – Petryków            |
| 461 km – Żytkowicze          |
| Obwód brzeski                |
| 481 km – Mikaszewicze (P243) |
| 524 km – Łuniniec            |
| 580 km – Pińsk               |
| 628 km – Iwanawa             |
| 655 km – Drohiczyn           |
| 708 km – Kobryn (M1)         |